# Індуїзм в Канаді
Індуїзм в Канаді — третя за чисельністю релігія в Канаді.

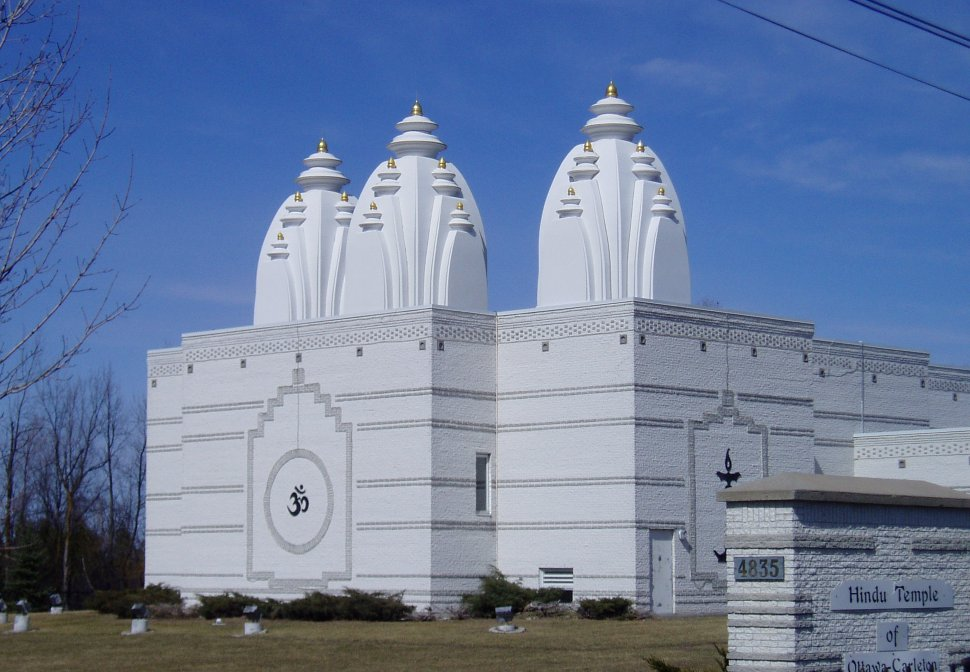
Індуїстський храм Оттави-Карлетона

Згідно з переписом 2011 року в Канаді налічувалося 497 200 індуїстів. 
Канадські індуїсти походять з трьох груп. Першу групу складають переважно індійські іммігранти, які почали прибувати до Британської Колумбії приблизно 110 років тому. Індуїсти з усієї Індії продовжують іммігрувати і сьогодні, причому найбільшими індійськими етнічними підгрупами є гуджаратці та пенджабці. Ця перша хвиля іммігрантів також включає індуїстських іммігрантів, які мали індійське походження з Маврикія, Південно-Африканської Республіки, Гаяни, Тринідаду і Тобаго.
Друга велика група індуїстів іммігрувала з Бангладеш, Бутану та Шрі-Ланки. Третя група складається з навернених в індуїзм канадців. В основному — це кришнаїти та послідовники інших індуїстських організацій. 

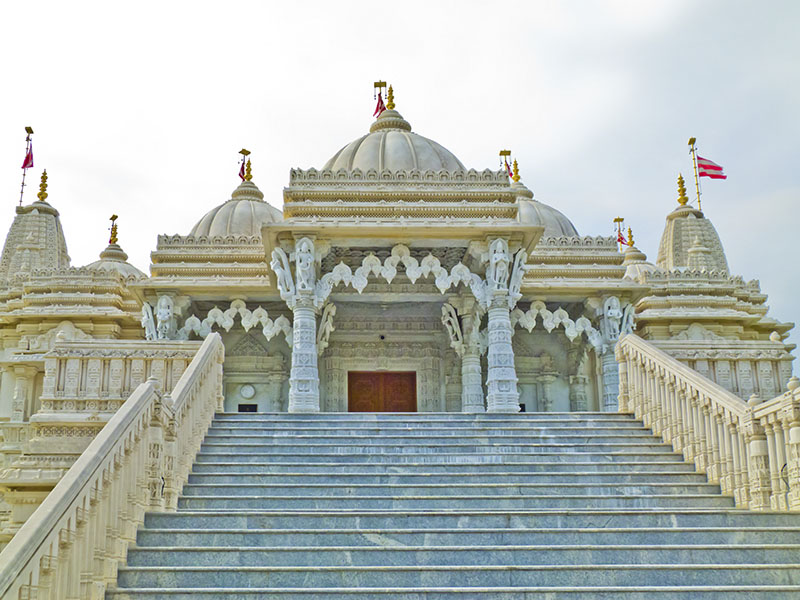
BAPS Шрі Свамінараян Мандір Торонто

Найбільшим індуїстським храмом Канади є BAPS Шрі Свамінараян Мандір Торонто.